# Mohammed Assaf

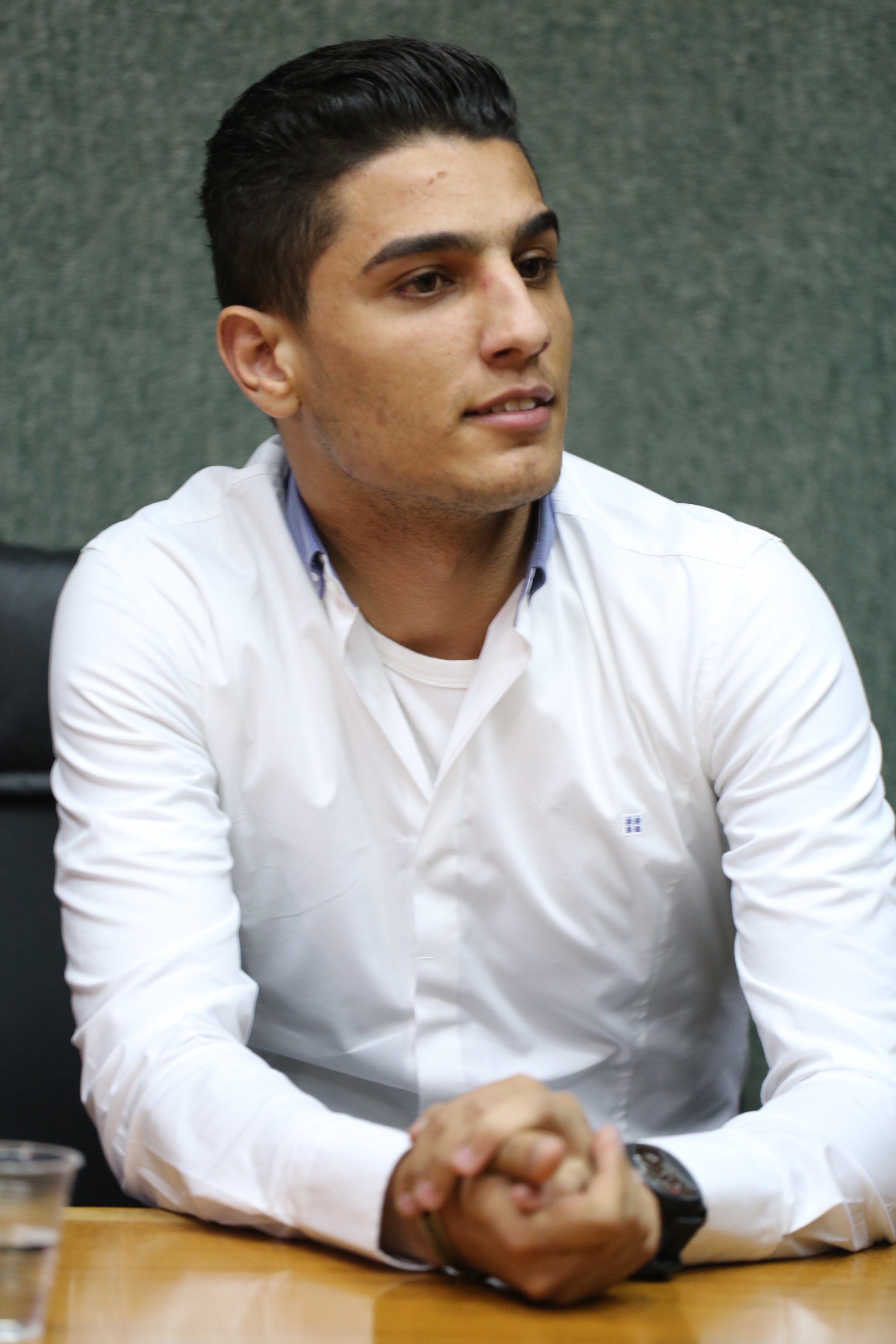
Mohammed Assaf 2014

Mohammed Assaf (* 10. September 1989 in Misrata, Libyen) ist ein palästinensischer Journalismus-Student und Gewinner der zweiten Staffel des Castingwettbewerbs Arab Idol, die am 22. Juni 2013 ihr Finale hatte. Er wuchs im Gazastreifen auf.

## Leben und Karriere
Assafs Großeltern stammen aus dem Süden Palästinas und flüchteten 1948 anlässlich des israelischen Unabhängigkeitskrieges aus ihrer Heimat. Sein Vater arbeitete im libyschen Misrata als Buchhalter, dort wurde Assaf geboren. Als er vier Jahre alt war, zog die Familie nach Chan Junis in ein Flüchtlingslager um. Im Alter von sechs Jahren begann er, in einem Chor zu singen. Später verdiente er sein Geld als Hochzeitssänger.
Um zum Casting in Ägypten zu kommen, musste er mit von der Hamas erbetteltem Geld ägyptische Grenzbeamte bestechen. Das Hotel in Kairo, in dem die Veranstaltung stattfand, war bereits geschlossen, so dass er über einen Zaun kletterte, um hineinzukommen. Alle Startnummern waren bereits vergeben worden, doch ein Bekannter aus Saudi-Arabien trat ihm seine Teilnahme ab, „weil er schöner singen würde“.
Im Finale setzte er sich unter anderem gegen einen Kandidaten aus Ägypten, das die zwanzigfache Einwohnerzahl der Palästinensischen Autonomiegebiete aufweist, durch. Für die Abstimmung, die per SMS stattfand, senkten die palästinensischen Telefongesellschaften die Tarife und Präsident Mahmud Abbas rief die Vertretungen im Ausland auf, die Palästinenser in der Diaspora zur Stimmabgabe zu bewegen. Bei seiner triumphalen Rückkehr in den Gaza-Streifen sandte auch die Hamas, die westliche Fernsehshows und nichtislamische Songs missbilligt und Assafs Teilnahme an dem Wettbewerb anfänglich verurteilt und eine Facebook-Kampagne gegen ihn gestartet hatte, einen offiziellen Vertreter des Kulturministeriums zum Empfang an die Grenze. Zu seinem ersten Auftritt im Westjordanland, einem Gratiskonzert in Ramallah, kamen 40.000 Menschen.
Unmittelbar nach seinem Erfolg bei Arab Idol ernannte das Hilfswerk der Vereinten Nationen für Palästina-Flüchtlinge im Nahen Osten Assaf zum „regionalen Jugendbotschafter für palästinensische Flüchtlinge“.

## Film
Der Regisseur Hany Abu-Assad verfilmte das Leben von Mohammed Assaf in seinem 2015 veröffentlichten Film The Idol, der Anfang Dezember 2016 unter dem Titel Ein Lied für Nour auch in den deutschen Kinos anlief.

## Diskografie

### Alben
- 2014: Assaf / عساف
- 2017: Ma Wahshnak / ما وحشناك

### EPs
- 2021: Tales About Palestine / قصص من فلسطين

### Singles (Auswahl)
- 2013: Alyi El Kofiya
- 2014: La Wayn Brouh
- 2014: Ya Halali Ya Mali
- 2015: Ana Dami Falastini
- 2017: Allouma Allouma
- 2017: Rani (mit Faudel)
- 2017: Baddek Enaya (mit Gente de Zona)
- 2018: Roll with It (mit Massari)
- 2018: Makanak Khaly
- 2019: Besaraha
- 2020: Dalaa Dalouna
- 2021: Mraytak
- 2021: Jinalek Ya Falsteen